# Opiconsívia

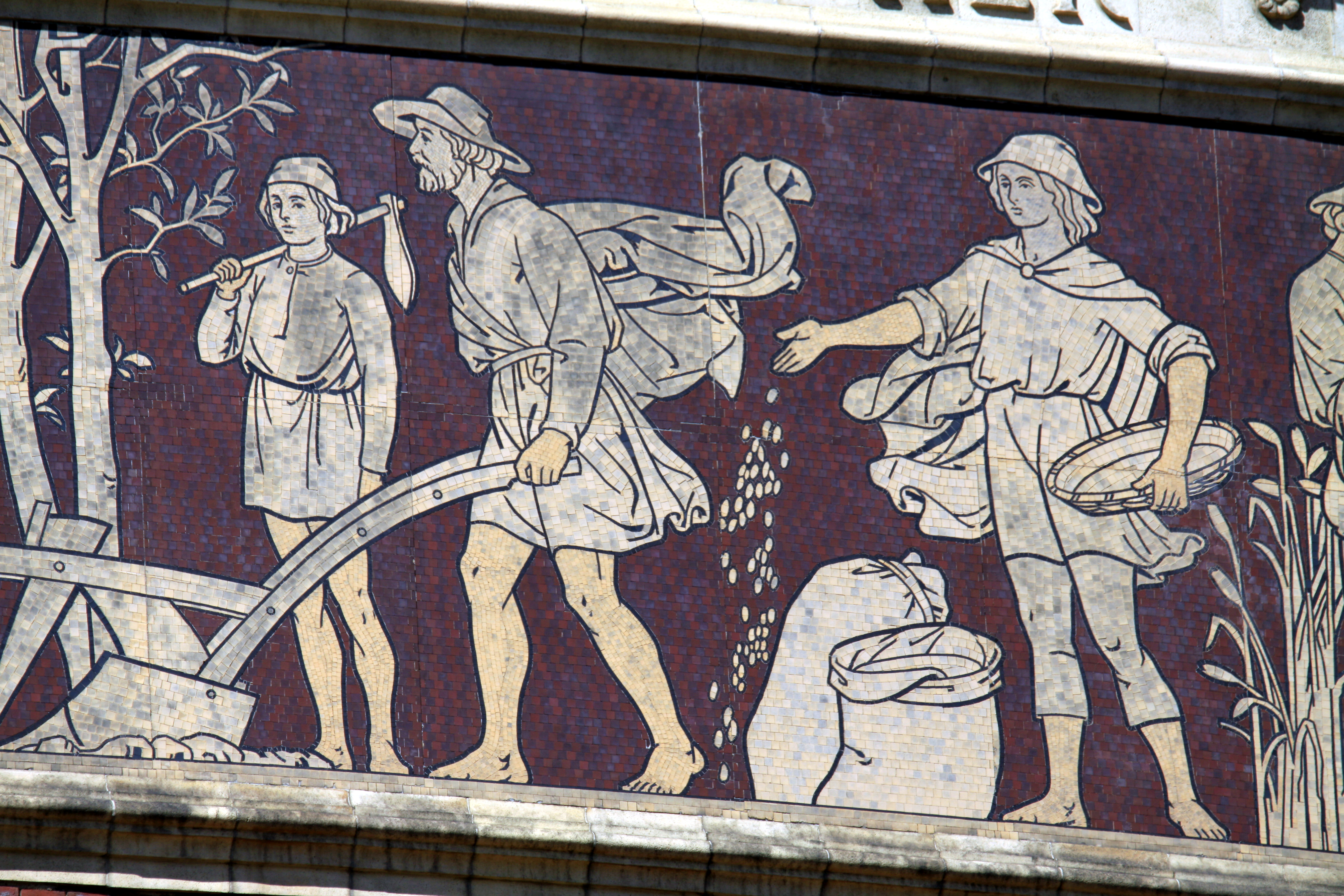
L'opiconsívia era fa festa de l'inici de la sembra.

Opiconsívia era el nom d'una festivitat de l'antiga religió romana que se celebrava en honor d'Ops cada 25 d'agost. En llatí es pot trobar escrit de tres maneres diferents: Opiconsivia, Opeconsiva i Opalia.

## Caràcter de la festa
La paraula llatina consivia o consiva deriva del verb conserere («sembrar») i opiconsivia ve de la unió d'aquesta paraula amb Ops (en llatí:Opis,«abundància»), nom d'una divinitat de caràcter ctònic que feia créixer la vegetació. Sembla que també tenia relació amb Consus, una altra deïtat de caràcter ctònic relacionada amb l'agricultura, el nom de la qual deriva de la paraula conso («consolació»), que era invocat per protegir les sitges. La festa en honor de Consus, anomenada Consuàlia se celebrava el mateix mes uns dies abans de l'Opiconsívia.

## Ritual
El ritual era senzill, els propietaris de camps de conreu invocaven Ops asseguts amb les seves mans tocant el terra.L'Opiconsívia era supervisada per les Vestals i els Flamines de Quirí, potser perquè es deia que Quirí era Ròmul deïficat i Ròmul representava Roma i el seu territori. Quirí era inicialment una divinitat que formava part d'una tríada amb la funció de la producció i de la reproducció, al costat de Júpiter que representava la sobirania i de Mart per a la guerra. Els principals sacerdots feien un sacrifici a la Règia amb el cap velat. Aquell mateix dia es feien jocs al Circ Màxim i els cavalls i les mules es guarnien amb corones de flors.